# Кохання у великому місті 3
«Кохання у великому місті 3» — кінофільм режисера Марюса Вайсберга та Девіда Додсона який вийшов на екрани в 2013 році. Продовження фільмів «Кохання у великому місті» та «Кохання у великому місті 2».

## Зміст
У житті кожного батька рано чи пізно настає момент, коли дружина відлітає на заслужений відпочинок, а він залишається один на один із власною дитиною. Здавалося би — нічого складного! Так подумали Ігор, Артем і Сауна, навіть не підозрюючи, який «водоспад» пригод накриє їх з головою.
Змучені «принадами» батьківства, хлопці зустрічають свого старого приятеля Святого Валентина. Знімаючи стрес за пляшкою віскі, хлопці жартома мріють про те, щоб їхні діти скоріше стали дорослими.
А на ранок, шоковані татусі розуміють — їх мрія збулася і тепер вони на власній шкурі зрозуміють, що значить приказка: Великі діти — великі проблеми …

## Ролі
- Олексій Чадов — Артем Ісаєв
- Віра Брежнєва — Катя Ісаєва
- Олександр Петров — Артем Ісаєв-молодший (дорослий син Артема та Каті)
- Іван Шмаков — Артем Ісаєв (син Артема та Каті (6 років))
- Вілле Хаапасало — «Сауна»
- Анастасія Задорожна — Аліса
- Володимир Зеленський — Ігор Зеленський
- Світлана Ходченкова — Настя
- Філіп Кіркоров — Святий Валентин "Бедросович"
- Шерон Стоун — Анжела Блейк
- Ольга Мокшина — Христина Артурівна
- Вероніка Вернадська — Таня
- Ігор Жижикін — Олег
- Катерина Клімова — Анна
- Олег Кленов — охоронець олігарха
- Михайло Салін — капітан поліції
- Дмитро Михайлик — охоронець олігарха

## Створення
Після успіху двох перших частин фільму «Кохання у великому місті», логічним і передбачуваним була поява у прокаті третьої частини франшизи «Кохання у великому місті 3» режисера Марюса Вайсберга, яка показала непогані результати за перший прокатний тиждень.

## Історія створення, зйомки, підбір акторів
Рішення про створення третьої частини було прийнято відразу після успішного прокату другої. У фільмі знімався весь основний акторський склад попередніх частин, плюс «запрошена зірка» Шерон Стоун і кілька інших російських акторів. Крім цього, кінокомпанія «Леополіс» в соцмережі «Однокласники» оголосила кастинг дітей 6-7 років і 18-20 років, на ролі дітей головних героїв.

## Знімальна група
- Режисер — Марюс Вайсберг, Алехандро Де Леон
- Сценарист — Андрій Яковлєв, Михайло Савін, Юрій Костюк
- Продюсер — Сергій Лівнєв, Володимир Зеленський, Сергій Шефір